# الحملة الإيطالية (الحرب العالمية الأولى)
الجبهة الإيطالية أو جبهة جبال الألب (بالإيطالية: Fronte alpino) ، «جبهة جبال الألب»؛ (بالألمانية: Gebirgskrieg)، «حرب الجبال») هي سلسلة من المعارك على الحدود بين النمسا-المجر وإيطاليا نشبت بين القوات النمساوية المجرية والقوات الإيطالية مع حلفائهما في شمال إيطاليا بين عام 1915 و1918. وعدت إيطاليا في حال دخلت الحرب بجانب دول الوفاق الثلاثي ضد قوى المركز انها ستكسب تيرول الألبية (وهي اليوم: ترينتينو وتيرول الجنوبية)، ليتورال النمساوية، ودالماتيا الشمالية. على الرغم من أن إيطاليا كانت تأمل في بدء الحرب مع هجوم مفاجئ يعتزم التحرك بسرعة والقبض على العديد من المدن النمساوية، وسرعان ما آلت إلى حرب الخنادق على غرار الجبهة الغربية التي حاربت في فرنسا.
بعد الوعود السرية التي قطعها الحلفاء في معاهدة لندن، دخلت إيطاليا الحرب من أجل ضم الساحل النمساوي وشمال دالماتيا، وأراضي ترينتينو وجنوب تيرول الحالية. على الرغم من أن إيطاليا كانت تأمل في كسب الأراضي بهجوم مفاجئ، إلا أن الجبهة سرعان ما تحولت إلى حرب خنادق، على غرار الجبهة الغربية في فرنسا، ولكن على ارتفاعات عالية وبشتاء بارد جدًا. أدى القتال على طول الجبهة إلى نزوح الكثير من السكان المدنيين، الذين مات الآلاف منهم من سوء التغذية والمرض في مخيمات اللاجئين الإيطالية والنمساوية. انتصر الحلفاء في فيتوريو فينيتو وتفككت النمسا والمجر زأحتلت إيطاليا ترينتو وبولزانو وتريست في العمليات العسكرية. تشير إيطاليا أيضًا إلى الحرب العظمى باعتبارها حرب الاستقلال الثالثة، التي أكملت المرحلة الأخيرة من الوحدة الإيطالية.

## التاريخ

### فترة ما قبل الحرب
بينما كانت إيطاليا عضوًا في التحالف الثلاثي الذي يتكون من إيطاليا والنمسا والمجر وألمانيا، فإنها لم تعلن الحرب في أغسطس 1914، بحجة أن التحالف الثلاثي كان دفاعيًا بطبيعته وبالتالي فإن العدوان النمساوي المجري لم يُلزم إيطاليا بالمشاركة. علاوة على ذلك أهملت النمسا-المجر مشاورة إيطاليا قبل إرسال الإنذار النهائي إلى صربيا ورفضت مناقشة التعويض المستحق وفقًا للمادة 7 من التحالف. كان لإيطاليا منافسة طويلة الأمد مع النمسا والمجر، والتي يعود تاريخها إلى مؤتمر فيينا في عام 1815 بعد الحروب النابليونية، والتي منحت العديد من المناطق في شبه الجزيرة الإيطالية للإمبراطورية النمساوية.

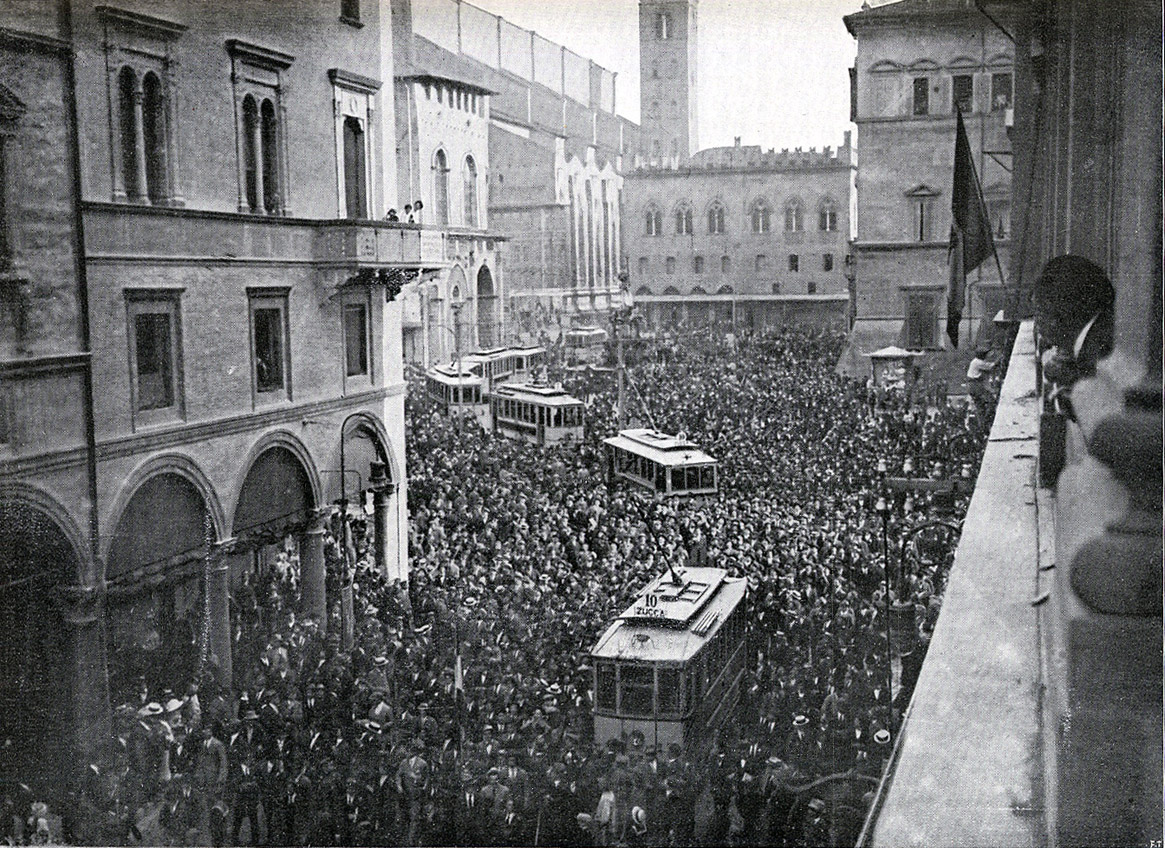
مظاهرة مؤيدة للحرب في بولونيا، 1914.

### حملات 1915-1916

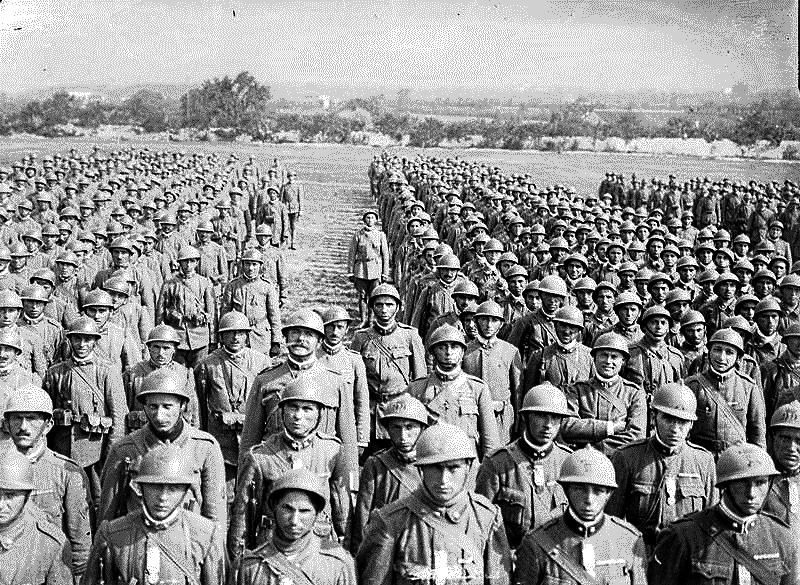
جنود إيطاليون يستمعون إلى خطاب دنرالهم

خلال الحرب الإيطالية التركية في ليبيا (1911-1912)، عانى الجيش الإيطالي من نقص في المعدات والذخائر لم يتم تعويضه قبل دخول إيطاليا الحرب العظمى. في بداية الحملة، احتلت القوات النمساوية المجرية أرضًا مرتفعة محصنة لجبال الألب الجوليانية وهضبة كارست، لكن عدد الإيطاليين في البداية فاق عدد خصومهم ثلاثة إلى واحد.

#### معارك Isonzo في عام 1915

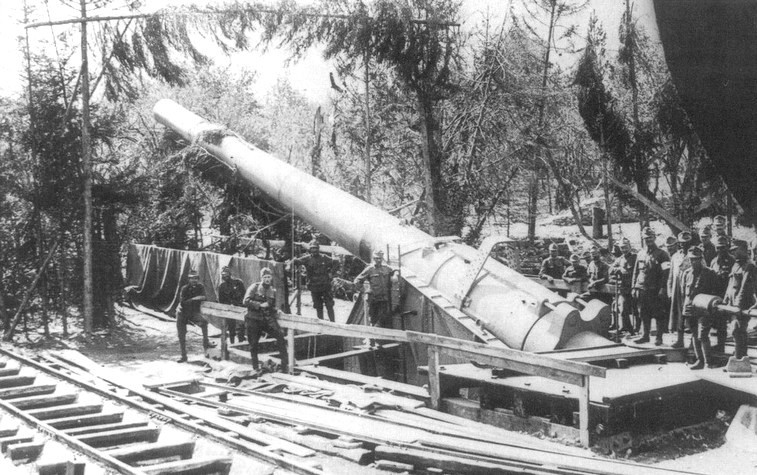
المدافع النمساوية-المجرية من عيار 350 ملم L / 45 M. 16

هدف الهجوم الإيطالي إلى الاستيلاء على نهر سوكا، والاستيلاء على بلدة غوريتسيا المحصنة، ثم دخول هضبة كارست. افتتح هذا الهجوم أول معارك إيسونزو.
في بداية المعركة الأولى لإيسونزو في 23 يونيو 1915، فاق عدد القوات الإيطالية النمساويين بنسبة ثلاثة إلى واحد لكنها فشلت في اختراق الخطوط الدفاعية النمساوية الهنغارية القوية في المرتفعات في شمال غرب غوريتسيا وغراديسكا. لأن القوات النمساوية احتلت أرضا أعلى، شن الإيطاليون هجمات صعبة أثناء التسلق. لذلك فشلت القوات الإيطالية في الخروج لما بعد النهر، وانتهت المعركة في 7 يوليو 1915.
على الرغم من وجود ضباك مخضرمين، افتقرت الوحدات الإيطالية شديدة التجهيز إلى الروح المعنوية. كما أن العديد من القوات لا تحب بشدة القائد الإيطالي المعيّن حديثًا، الجنرال لويجي كادورنا. علاوة على ذلك، أدى نقص المعدات والذخيرة الموجودة مسبقًا إلى تباطؤ التقدم وإحباط كل التوقعات لحدوث «نمط نابليون». مثل معظم الجيوش المعاصرة، استخدم الجيش الإيطالي الخيول بشكل أساسي للنقل ولكنه كافح وأحيانًا فشل في تزويد القوات بالقدر الكافي في التضاريس الصعبة.
بعد أسبوعين في 18 يوليو 1915، حاول الإيطاليون شن هجوم آخر على خطوط الخنادق النمساوية-المجرية بمزيد من القصف المدفعي في المعركة الثانية لإيزونزو، وعلى الرغم من النجاح الأولي، ردت قوات النمسا والمجر على هذا الهجوم الدموي الذي انتهى إلى حالة جمود واستنفاد للأسلحة في 3 أغسطس 1915.
تعافى الإيطاليون، وتم تسليحهم ب1200 مدفع ثقيل، ثم في 18 أكتوبر 1915 شنوا معركة ثالثة في إيزونزو، هجوم آخر. صدت قوات النمسا والمجر مرة أخرى هذا الهجوم الإيطالي، الذي انتهى في 4 نوفمبر دون تحقيق مكاسب.
شن الإيطاليون مرة أخرى هجومًا آخر في 10 نوفمبر، المعركة الرابعة لإيزونزو. تكبد الجانبان المزيد من الخسائر، لكن القوات النمساوية المجرية صدت هذا الهجوم الإيطالي أيضًا، وانتهت المعركة في 2 ديسمبر باستنفاد الأسلحة، ولكن استمرت المناوشات في بعض الأحيان.
بعد هدوء الشتاء، أطلق الإيطاليون معركة إيزونزو الخامسة في 9 مارس 1916، واستولوا على جبل ساباتينو الاستراتيجي. لكن النمسا والمجر صدت كل الهجمات الأخرى، وانتهت المعركة في 16 مارس في ظروف جوية سيئة بسبب حرب الخنادق.

### 1917: وصول ألمانيا إلى الجبهة

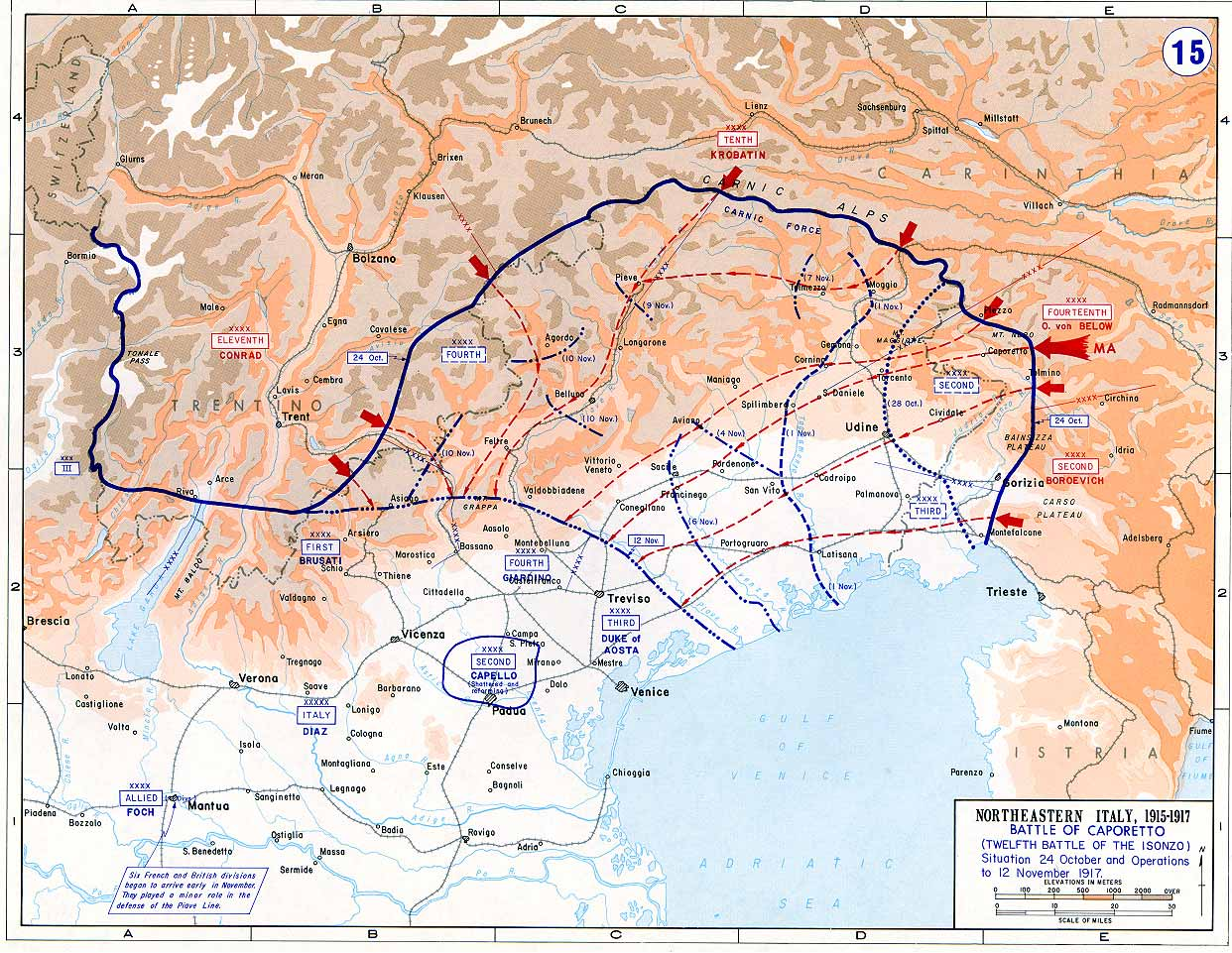
معركة كابوريتو

وجه الإيطاليون هجومًا في جبهتين ضد الخطوط النمساوية شمال وشرق غوريزيا. حاول النمساويون التقدم شرقًا، لكن القوات الإيطالية بقيادة لويجي كابيلو تمكنت من كسر الخطوط النمساوية والاستيلاء على هضبة بانجيتش. وجد الإيطاليون أنفسهم على وشك النصر ولكنهم لم يتمكنوا من تأمينه لأن خطوط الإمداد الخاصة بهم لم تستطع مواكبة حاجة قوات خط المواجهة واضطروا إلى الانسحاب. ومع ذلك، فقد دمر الإيطاليون الجيش النمساوي الهنغاري تقريبًا على الجبهة، مما أجبرهم على طلب المساعدة الألمانية من أجل هجوم كابوريتو الذي طال انتظاره.
تلقى النمساويون التعزيزات التي كانو بحاجها إليها بعد معركة ايزونزو الحادية عشرة من جنود الجيش الألماني الذين اندفعوا بعد الهجوم الروسي الذي أمر به كيرنسكي في يوليو 1917. قدم الألمان تكتيكات التسلل إلى الجبهة النمساوية وساعدوا في العمل على هجوم جديد. في هذه الأثناء، أعاق التمرد والانهيار لمعنويات الجيش الإيطالي من الداخل. عاش الجنود في ظروف سيئة وشاركوا في الهجوم بعد الهجوم الذي أدى في كثير من الأحيان إلى تحقيق مكاسب عسكرية ضئيلة أو معدومة.
في 24 أكتوبر 1917، أطلق النمساويون والألمان معركة كابوريتو (الاسم الإيطالي لكوباريد). تم إطلاق عامل الكلور - الزرنيخ وقذائف غاز الدوسجين كجزء من وابل مدفعي ضخم، تلاه دخول المشاة باستخدام تكتيكات التسلل، وتجاوز نقاط قوة العدو والهجوم على العمق الإيطالي. في نهاية اليوم الأول، انسحب الإيطاليون على 12 ميل (19 كـم) إلى نهر تاليامنتو.
عندما هزم الهجوم النمساوي الإيطاليين، أمر رئيس الأركان الإيطالي الجديد، أرماندو دياز، بإيقاف تراجعهم والدفاع عن الدفاعات المحصنة حول قمة مونتي غرابا بين جبال رونكون وTomatico؛ على الرغم من أن العدد أقل من 51000 مقابل 120.000، فقد تمكن الجيش الإيطالي من إيقاف الجيوش النمساوية المجرية والألمانية في معركة مونتي غرابا الأولى.

### اصابات
بلغ عدد القتلى العسكريين الإيطاليين 834 من كبار الضباط والجنرالات، و16872 من صغار الضباط، و16302 من ضباط الصف، و 497103 من الرجال المجندين، ليصبح المجموع أكثر من 531000 قتيل. من هؤلاء، جاء 2571818 رجلاً من شمال إيطاليا، و117.480 من وسط إيطاليا، و156251 من جنوب إيطاليا.